# Peter Hafner
Peter Hafner, slovenski matematik in DJ, * 2. junij 1958, Virlog, † 13. marec 2009, Virlog.

## Življenje in delo
Peter Hafner se je rodil v Virlogu pri Škofji Loki. V Škofji Loki je obiskoval osnovno šolo. Študiral je na Fakulteti za naravoslovje in tehniko, diplomiral leta 1983 z diplomskim delom Paradoks Banacha in Tarskega. Nato je učil na Šolskem centu v Škofji Loki, nazadnje pa od leta 1992 na Gimnaziji Škofja Loka.
Prijateljeval je z mnogimi glasbeniki, ki so nastopili tudi na festivalu pripravljenemu v njegov spomin. Ljubiteljsko se je tudi sam ukvarjal z glasbo in se včasih prelevil v DJ-ja. Nastopal je predvsem v škofjeloški Ostrigi.